# 岩 (市原市)
岩（いわ）は、千葉県市原市の南総地区にある大字。郵便番号は290-0228。

## 概要
市原市中南部の南総地区にある。北部は養老川と接しているが、丘陵状になっているため、周にある川沿いの他大字と違って水田利用が少ない。

## 地理
養老川が流れている。東の一部は外部田、それ以外は藪と接している。

## 歴史

### 地名の由来
以下の説がある。
- 岩が多い土地であったこと。
- 「い=接頭語」・「わ=廻」で山の周りの土地を示す。

### 沿革
上総国市原郡にあり、藪村から分村したともいわれる。
- 文禄3年(1594年) - 『石高覚帳』に市原郡の村として岩村が記録される[7]。
- 寛永4年(1627年) - 旗本・筧氏の所領となる[7]。
- 1873年(明治6年) - 千葉県の所属となる[7]。
- 1889年(明治22年) - 明治村の大字となる[7]。
- 1924年(大正13年) - 牛久町の大字となる[7]。
- 1954年(昭和29年) - 南総町の大字となる[7]。
- 1967年(昭和42年) - 市原市の大字となる[7]。

## 世帯数と人口
2022年4月1日現在の世帯数と人口は以下の通りである。
| 町丁字 | 世帯数 | 人口 |
| ------ | ------ | ---- |
| 岩     | 30世帯 | 68人 |

## 通学区域
市立小学校・市立中学校及び県立高等学校の通学区域は以下の通りである。
| 町丁字 | 番地 | 小学校             | 中学校             | 高等学校 |
| ------ | ---- | ------------------ | ------------------ | -------- |
| 岩     | 全域 | 市原市立牛久小学校 | 市原市立南総中学校 | 第9学区  |

## 施設
- 千葉よみうりカントリークラブ
- 長善寺

## 交通

### 道路
1. 国道
2. 県道
3. 主な市道